# Duarte Barbosa
Duarte Barbosa (Lisboa, c. 1480 — Cebu, 1 de maio de 1521) foi um viajante e navegador português. Serviu como oficial do Estado Português da Índia entre 1500 e 1516-17 no cargo de escrivão em Cananor e, por vezes, intérprete da língua local (malaiala).
A sua obra, "Livro de Duarte Barbosa" é um dos mais antigos exemplos de literatura de viagem portuguesa logo após a chegada ao oceano Índico. Em 1519 partiu na primeira viagem de circum-navegação com Fernão de Magalhães, de quem era cunhado, vindo a perecer em Maio de 1521 no banquete-cilada do rei Humabon, em Cebu, nas Filipinas.

## Primeiras viagens e oLivro de Duarte Barbosa
Duarte Barbosa era filho de Diogo Barbosa, um servidor de D.Álvaro de Bragança que partiu para a Índia em 1501 na armada conjunta com Bartolomeu Marchionni sob o comando de João da Nova. Em 1500 o seu tio Gonçalo Gil Barbosa, após viajar na frota de 1500 de Pedro Álvares Cabral, foi deixado como feitor em Cochim e, em 1502, foi transferido para Cananor. Os locais descritos por Duarte Barbosa sugerem que terá acompanhado o seu tio nesta viagem até Cochim e Cananor. Duarte Barbosa aprendeu aí a língua local (malabar). Em 1503 foi intérprete de Francisco de Albuquerque nos contactos com o rajá de Cananor. Em 1513 assinou como escrivão de Cananor uma carta para Manuel I de Portugal onde reclamava para si o cargo de escrivão-mor que lhe fora prometido. Em 1514 Afonso de Albuquerque recorreu aos seus serviços como intérprete na tentativa de conversão do rei de Cochim ao Cristianismo, conforme relatou em carta que enviou ao rei. Em 1515 Albuquerque enviou Duarte Barbosa a Calecute para vigiar a construção de duas naus que serviriam numa expedição ao Mar Vermelho, e na qual poderá ter participado já sob o novo governador. Duarte Barbosa regressou a Portugal onde terá terminado os manuscritos, conhecidos como o "Livro de Duarte Barbosa", entre 1517-18. Inicialmente conhecido através do testemunho do italiano Ramusio, o  manuscrito original foi descoberto e publicado no início século XIX, em Lisboa.
| “ | Tendo eu, Duarte Barbosa, natural da muito nobre cidade de Lisboa, navegado grande parte da minha mocidade pelas Índias descobertas em nome de el-rei nosso senhor e, tendo visto e ouvido várias coisas que julguei maravilhosas e estupendas, por nunca terem sido vistas e ouvidas por nossos maiores, resolvi-me a escrevê-las para benefício de todos. | ” |

## Viagem de circum-navegação com Fernão de Magalhães
Descontente pelo cargo que nunca lhe fora atribuído, juntou-se a vários portugueses reunidos no sul de Espanha, nomeadamente o seu cunhado Fernão de Magalhães, casado com sua irmã Beatriz Barbosa, reforçando ligações já existentes das famílias Barbosa e Magalhães. O seu pai, Diogo Barbosa, seguira D. Álvaro de Bragança no exílio em Sevilha, de que foi alcaide, e tornara-se governador do castelo de Sevilha. Em 10 de Agosto de 1519 Duarte Barbosa embarcou a partir de Sevilha na viagem de circum-navegação de Fernão de Magalhães, junto com o seu amigo João Serrão - que fora por várias vezes o emissário que transportara as suas cartas - movido pela grande curiosidade que sempre demonstrara. Esta curiosidade ao longo da viagem levou-o por várias vezes a afastar-se da expedição na companhia de indígenas, para descontentamento de Fernão de Magalhães, que chegou a prendê-lo. Em 2 de Abril 1520, contudo, a ajuda de Duarte Barbosa foi determinante para enfrentar o motim no Puerto San Julián (actual Argentina), tornando-se desde então capitão do navio Vitória. De acordo com o relato de Pigafetta, após a morte de Magalhães a 21 de Abril de 1521 na batalha de Mactan (nas Filipinas), Duarte Barbosa e João Serrão foram escolhidos como líderes da expedição. Duarte Barbosa tentou ainda recuperar o corpo de Magalhães, sem sucesso. Segundo o mesmo relato, tentaram que Henrique de Malaca desembarcasse, sem sucesso: este recusou e, apesar da alforria dada por Magalhães ao morrer, Duarte Barbosa e João Serrão ameaçaram fazê-lo escravo da viúva de Magalhães. O receio de Henrique foi desde então considerado um argumento para que este tenha conspirado com o rei de Cebu, Humabon. Em 1 de Maio de 1521 foram convidados pelo rei Humabon para um banquete em terra, perto de Cebu (ilha), nas Filipinas, para receber um presente para o rei de Espanha. Aí foi morto ou envenenado, entre vários outros, Duarte Barbosa. João Serrão foi trazido doente por indígenas que pretendiam trocá-lo por armas, mas foi deixado para trás, salvando-se apenas o Piloto João Carvalho. Henrique desapareceu.